# Susana da Armênia
Susana (em armênio: Շուշանիկ; romaniz.: Šušanik; em georgiano: შუშანიკი; n. c. 440 — 17 de outubro de 475) é uma santa e um dos primeiros mártires cristãos da Armênia medieval. Foi morta por seu marido, o príncipe Vasgeno.

## História
Susana, nascida Vardeni ou Rosa Mamicônio, era filha do asparapetes (comandante-em-chefe) Vardanes II Mamicônio. Casou-se com um importante senhor feudal da família mirrânida, Vasgeno, filho de Axuxa II, que ostentava o título de vitaxa de Gogarena (470–482), e teve com ele quatro crianças, três meninos e uma menina. Quando em uma viagem à corte sassânida, Vasgeno renunciou o cristianismo e adotou o zoroastrismo.
Ao retornar, obriga sua esposa à apostasia, e quando essa recusou ele a matou em 17 de outubro de 475; em 482 Vasgeno seria morto por ordens de Vactangue I da Ibéria (r. 447–522) quando invadiu a Ibéria. Segundo Marie-Felicité Brosset, Susana morreu em 458, "com cerca de 45 anos", e seu marido foi morto em 476, o "15.º ano de Perozes" de acordo com a cronologia de Antoine-Jean Saint-Martin, ou 481 segundo Tchamitch.
Susana foi morta na cidade de Tsurtavi, em Gogarena. Ela morreu defendendo seu direito de praticar sua religião cristã. Seu martírio é evocado pelo seu confessor Jacó em suas obras hagiográficas. Susana foi canonizada pela Igreja Ortodoxa Georgiana e é venerada como santa pela Igreja Apostólica Armênia. Sua festa é celebrada no dia 17 de outubro.